# Râul Curmătura, Ciobănuș
Râul Curmătura este un curs de apă, afluent al râului Ciobănuș. 